# Symfonie (Phillips)
Montague Phillips componeerde zijn enige Simfonie in c-mineur in de jaren 1908 tot en met 1911.
Phillips componeerde slechts twee werken in de symfonievorm; zijn symfonie en zijn sinfonietta. Phillips staat bekend vanwege zijn lichte muziek, maar heeft ook een aantal serieuzere werken afgeleverd, zoals deze symfonie, zijn sinfonietta en twee pianoconcerten. De symfonie van Phillips die haar eerste uitvoering beleefde op 17 mei 1912 door het London Symphony Orchestra onder leiding van de componist, kan, vanwege haar speelsheid, echter niet gerekend worden tot het echte klassieke werk. Na deze uitvoering bleek het werk populair en werd het meegenomen op reizen naar het buitenland. De Eerste Wereldoorlog gooide roet in het eten; niet alleen door de vele reisverboden, maar ook doordat veel muziek verloren is gegaan tijdens bombardementen et cetera. Deze symfonie ging in die oorlog verloren. Phillips heeft aan de hand van het nog in zijn bezit zijnde bronmateriaal de twee middendelen gereconstrueerd, maar voelde kennelijk niet de behoefte ook de rest te restaureren.
Van de symfonie zijn dus alleen de twee middendelen opnieuw aangemaakt door de componist, van voltooiing is echter geen sprake. De muziek is optimistisch van aard, maar bijvoorbeeld A Spring Rondo (Presto leggiero; het scherzo) houdt plotseling op. A Summer Nocture (adagio sostenuto; oorspronkelijk het derde deel) past meer in de traditie van grote symfonieën, maar werd toch te licht bevonden voor een echte symfonie. Beide werken passen beter in de traditie van Montague Phillips; lichte niets-aan-de-handmuziek, maar dan wel met een symfonieconstructie. Het tweede deel is in 1924 nog los uitgevoerd
Gedurende de jaren 60 is nog geprobeerd het werk weer op de lessenaar te krijgen, met name door het BBC Concert Orchestra onder leiding van Vilem Tausky (Phillips-fan), maar het mocht niet baten. Het verdween van de lessenaar tot datzelfde orkest het onder leiding van Gavin Sutherland in 2004 op compact disc zette in een serie van drie cd’s gewijd aan muziek van de componist. Het platenlabel waarop het verscheen Dutton Vocalion Epoch, is een label waarop vergeten klassieke muziek van (soms ook vergeten) Britse componisten verschijnt.

## Discografie
- Uitgave Dutton: BBC Concert Orchestra o.l.v. Gavin Sutherland